# Ульянов, Дмитрий Борисович (актёр)
Дми́трий Бори́сович Улья́нов (род. 26 октября 1972, Москва, СССР) — российский актёр театра и кино.

## Биография
Дмитрий Ульянов родился 26 октября 1972 года в Москве.
Детство прошло сначала на Большой Бронной, а затем на юге Москвы, в районе Орехово-Борисово. Чтобы не быть битым в уличных потасовках, Дмитрий занимался дзюдо, но спорт потом пришлось оставить из-за сильных головных болей.
В 1989 году окончил десять классов средней общеобразовательной школы, где учился, по словам самого актёра, «нормально, средне, не был двоечником и не был отличником».
Сразу после школы поступать в вуз не стал, один год работал библиотекарем в медицинском училище, где преподавала его мать. Год спустя попробовал поступить в Щукинское училище, но переоценил силы и засыпался на конкурсе. Проучился год в платном колледже искусств, после чего поступил на актёрский курс школы-студию МХАТ, где преподавал Авангард Леонтьев. Спустя два года его отчислили, так как, будучи студентом, он нарушил запрет на участие в съёмках (снялся в детской телепрограмме «Будильник»).
Покинув школу-студию МХАТ, Дмитрий перевёлся в Щукинское училище, которое окончил в 1998 году (актёрский курс Евгения Князева), получив специальность «актёр театра и кино». В том же году был принят в труппу Государственного академического театра имени Е. Б. Вахтангова, где прослужил до 2004 года. Наиболее известен по сериалу «Остров ненужных людей».
В 2015 году вернулся на театральную сцену, став актёром театра «LA’Театр» в Москве. Занят в антрепризных спектаклях режиссёра Вадима Дубровицкого «ЛюбOFF» (Милт Менвил) и «Вишнёвый сад» (Ермолай Лопахин).

### Семья
Отец — Борис Ульянов, родом из Москвы, авиаинженер. Мать — родом из Оренбурга, преподаватель математики.
Жена — Юлия Ульянова, ранее работала гримёром в кино. Сын — Борис (род. 2004).

## Творчество

### Роли в театре

#### Государственный академический театр имени Е. Б. Вахтангова
- «Отелло» Шекспира — Грациано
- «Левша» Лескова — Донец-молодец
- «Король-олень» Карло Гоцци — Труффальдино
- «Принцесса Турандот» — Барах
- «Лир» — граф Кент
- «Ревизор» Н. В. Гоголя — Земляника
- «Сирано де Бержерак» — капитан Карбон де Кастель-Жалу

#### Центр драматургии и режиссуры под руководствомА. КазанцеваиМ. Рощина
- 2001 — «Пластилин» по одноимённой пьесе Василия Сигарева (режиссёр — Кирилл Серебренников) — друг «зека»[5]

#### LA’Театр
- 2015—2016 — «ЛюбOFF» по комедийной пьесе «LUV» американского драматурга Мюррея Шизгала (режиссёр — Вадим Дубровицкий) — Милт Менвил[3]
- 2015—2016 — «Вишнёвый сад» по одноимённой пьесе А. П. Чехова (режиссёр — Вадим Дубровицкий) — Ермолай Алексеевич Лопахин, купец[3]

#### Антрепризы

##### Продюсерская компания «Аметист»
- 2015 — «В рамках приличия»[6] по пьесе Андрея Бизюкина по мотивам комедии «Бог резни» французского драматурга Ясмины Резы (режиссёр — Олег Тополянский; приз «За лучшую режиссуру» XIII открытого российского фестиваля кино и театра «Амурская осень» в Благовещенске 20 сентября 2015 года[7]; премьера спектакля состоялась 1 мая 2015 года в Ялте) — Альберт Раевский, преуспевающий адвокат, муж Анны («Тотошки»), отец Гоши[8]

### Фильмография
| Год       |     | Название                                                | Примечание                                                                             |
| --------- | --- | ------------------------------------------------------- | -------------------------------------------------------------------------------------- |
| 1999      | ф   | Очаровательные негодники                                | Костя                                                                                  |
| 2000      | с   | Граница. Таёжный роман                                  | офицер (3—4-я серии)                                                                   |
| 2000      | с   | Любовь.ru                                               | Имя персонажа не указано                                                               |
| 2000      | с   | Ростов-папа                                             | чеченец Халид                                                                          |
| 2001      | ф   | Львиная доля                                            | брат Мусы Аслан Махмаев (роль озвучивал Павел Сметанкин)                               |
| 2001—2002 | с   | Марш Турецкого-2                                        | помощник Коновалова Леонид                                                             |
| 2002      | с   | Дневник убийцы                                          | Виталик                                                                                |
| 2002      | с   | Следствие ведут ЗнаТоКи. Десять лет спустя              | бандит Руслан (дело №23)                                                               |
| 2004      | ф   | 72 метра                                                | командир 1-го отсека, капитан-лейтенант Иван Муравьев                                  |
| 2004      | ф   | Богиня: как я полюбила                                  | следователь Николай                                                                    |
| 2004      | с   | Карусель                                                | Егор Нестеров                                                                          |
| 2004      | с   | Московская сага                                         | особист, возлюбленный Нины Градовой Семен Стройло                                      |
| 2004      | с   | Не забывай                                              | Павел Колесов (главная роль)                                                           |
| 2004      | с   | Охотники за иконами                                     | Еремей (главная роль)                                                                  |
| 2005      | с   | Гибель империи                                          | Стецевич (8-я серия)                                                                   |
| 2005      | с   | Голова классика                                         | сотрудник НКВД Буланов (главная роль)                                                  |
| 2005      | с   | Полнолуние                                              | Кирилл Лебедев (главная роль)                                                          |
| 2006      | с   | Завтрашние заботы                                       | капитан дальнего плавания Глеб Вольнов (главная роль)                                  |
| 2006      | с   | Мой ласковый и нежный мент                              | начальник милиции Денис Максимович Барсуков (главная роль)                             |
| 2006      | ф   | Сдвиг                                                   | учёный-геофизик Сергей Лодыгин (главная роль)                                          |
| 2007      | ф   | 1612.Хроники Смутного времени                           | Лжедмитрий I                                                                           |
| 2007      | ф   | Гастролёр                                               | Глеб (главная роль)                                                                    |
| 2007      | ф   | Год золотой рыбки (Россия, Украина)                     | Вадим Иванов (главная роль)                                                            |
| 2007      | ф   | Зачем ты ушёл                                           | Валентин Юрьевич (главная роль)                                                        |
| 2007      | ф   | Изгнание                                                | друг и партнёр по бизнесу Александра Роберт                                            |
| 2008      | ф   | Бумеранг                                                | Алексей Фомин                                                                          |
| 2008      | ф   | Эгоист                                                  | Павел Шишкин (главная роль)                                                            |
| 2008      | с   | Зверобой                                                | бывший офицер-спецназовец "Зверобой" Иван Прохоров (главная роль)                      |
| 2008      | ф   | Малая Москва (Польша)                                   | лётчик, капитан, муж Веры Юрий Светлов (главная роль)                                  |
| 2008      | ф   | Риорита                                                 | старший сын Александра Гаврииловича Арсентий Пичугов (главная роль)                    |
| 2008      | с   | Тайны дворцовых переворотов. Россия, Век XVIII          | князь, генерал-аншеф Григорий Юсупов (фильм №7)                                        |
| 2009      | ф   | Волки (Беларусь)                                        | политзаключённый Кирилл Полетаев (главная роль)                                        |
| 2009      | с   | Доярка из Хацапетовки-2. Вызов судьбе (Россия, Украина) | Дмитрий Александрович Булычёв (главная роль)                                           |
| 2009      | ф   | Мужчина в доме                                          | Феликс (главная роль)                                                                  |
| 2009      | с   | Предел желаний                                          | продюсер, муж Юлии Сергей Карельский (главная роль)                                    |
| 2009      | с   | Участковая                                              | врач-хирург, муж Елены Сергей Полетаев (главная роль)                                  |
| 2010      | с   | Зверобой-2                                              | бывший офицер-спецназовец "Зверобой" Иван Прохоров (главная роль)                      |
| 2010      | с   | Последняя встреча                                       | Павел Кожухов (главная роль)                                                           |
| 2010      | ф   | Я вас жду                                               | отшельник, живущий в тайге, Роман Петрович (главная роль)                              |
| 2011      | с   | Доярка из Хацапетовки-3 (Россия, Украина)               | Дмитрий Александрович Булычёв (главная роль)                                           |
| 2011      | с   | Зверобой-3                                              | бывший офицер-спецназовец "Зверобой" Иван Прохоров (главная роль)                      |
| 2011      | с   | Команда восемь                                          | Юстинский (главная роль)                                                               |
| 2011      | с   | Остров ненужных людей (Россия, Украина)                 | глава строительной корпорации, муж Лизы Андрей Сергеевич Каморин (главная роль)        |
| 2012      | ф   | Четверг, 12-е                                           | Антон Савицкий (главная роль)                                                          |
| 2012—2013 | с   | Не плачь по мне, Аргентина!                             | муж Маши Пётр                                                                          |
| 2013      | с   | Бульварное кольцо                                       | Павел (главная роль)                                                                   |
| 2013      | с   | Горюнов                                                 | капитан 3 ранга, начальник химической службы АПЛ К-333 «Рысь» Сергей Гудинов           |
| 2013      | с   | Доктор Смерть                                           | майор полиции, оперативник Юрий Поликарпович Кошуба (главная роль)                     |
| 2013      | с   | Лекарство против страха                                 | Кирилл Лагодин                                                                         |
| 2013      | с   | Отель «Президент»                                       | муж Марии Андрей (главная роль)                                                        |
| 2013      | с   | Цветы зла                                               | майор полиции Сергей Александрович Грознов (главная роль)                              |
| 2014      | с   | Медвежья хватка                                         | оперуполномоченный отдела полиции Сергей Александрович Семёнов (главная роль)          |
| 2014      | с   | Нити любви                                              | владелец Дома моды Вячеслав Нелюбов (главная роль)                                     |
| 2014      | с   | Седьмая руна                                            | банкир Владислав (Влад) Игоревич Иконников                                             |
| 2014      | с   | Судья                                                   | федеральный судья Олег Сергеевич (Дмитриевич) Левичев (главная роль)                   |
| 2014      | с   | Судья-2                                                 | федеральный судья Олег Сергеевич (Дмитриевич) Левичев (главная роль)                   |
| 2014      | с   | Там, где ты                                             | бизнесмен Игорь Владимирович Рожнов (главная роль)                                     |
| 2014      | ф   | Фотограф (Польша)                                       | Курочкин                                                                               |
| 2015      | с   | Великая                                                 | вахмистр конногвардейского полка Григорий Александрович Потёмкин                       |
| 2015      | с   | Ленинград 46                                            | инженер, начальник Волховской ГЭС Михаил Леонидович Губарев (фильм №7 и №8)            |
| 2016      | с   | Мачеха                                                  | муж Светланы Сергей Филиппов (главная роль)                                            |
| 2016      | ф   | Сводные сёстры                                          | вдовец, отец взрослой дочери, бывший одноклассник Ирины Сергей Гурьянов (главная роль) |
| 2017      | кор | Голоса за окном                                         | незнакомец за окном                                                                    |
| 2017      | с   | Демон революции                                         | российский революционер Леонид Борисович Красин                                        |
| 2017      | с   | Идеальный враг (Украина)                                | бизнесмен, отец Вадима и Марии Глеб Алексеевич Квитко (главная роль)                   |
| 2017      | с   | Каинова печать                                          | второй муж Лизы Валентин Бортников (главная роль)                                      |
| 2017      | с   | Не вместе                                               | первая любовь Жени, психотерапевт Кирилл Лебедев                                       |
| 2017      | с   | Спящие                                                  | журналист газеты «Зеркало», резидент ЦРУ «Этан» Иван Журавлев                          |
| 2018      | с   | Батальон                                                | майор Юсупов (главная роль)                                                            |
| 2018      | ф   | Женский детектив                                        | ??? (главная роль)                                                                     |
| 2018      | с   | Спящие-2                                                | журналист газеты «Зеркало», резидент ЦРУ «Этан» Иван Журавлев                          |
| 2019      | с   | Первые встречные                                        | бывший опер Вадим Тарасов (главная роль)                                               |
| 2020      | с   | Горюнов-2                                               | капитан 3 ранга, начальник химической службы АПЛ К-333 «Рысь» Сергей Гудинов           |
| 2020      | с   | Жизнь прекрасна (Украина)                               | Николай                                                                                |
| 2020      | с   | Объятия лжи                                             | Тимур (главная роль)                                                                   |
| 2020      | с   | Свои чужие родные                                       | Александр (главная роль)                                                               |
| 2020      | с   | Спасская                                                | Иван Борисович Шалаев                                                                  |
| 2020      | с   | Чужая стая                                              | майор полиции Валерий Николаевич Шатров (главная роль)                                 |
| 2021      | с   | Всё как у людей                                         | капитан полиции, оперуполномоченный Олег Иванович Вебер (главная роль)                 |
| 2021      | с   | Магистраль                                              | адвокат Борис Михайлович Преображенский (главная роль)                                 |
| 2021      | ф   | Новенький                                               | Владимир                                                                               |
| 2021      | с   | С небес на землю                                        | Игорь Астров (главная роль)                                                            |
| 2022      | с   | Киллер                                                  | Александр Евгеньевич Минц (главная роль)                                               |
| 2022      | с   | Оффлайн                                                 | Вова                                                                                   |
| 2022      | с   | Светлана                                                | главврач детской больницы Юрий                                                         |
| 2022      | с   | Склифосовский-10                                        | сосудистый хирург Андрей Яковлевич Волошин                                             |
| 2022      | с   | Чернобыль                                               | сотрудник ЦРУ Альберт Ленц (главная роль)                                              |
| 2022      | с   | Чужая стая-2.Невидимый враг.                            | майор полиции Валерий Николаевич Шатров (главная роль)                                 |
| 2022      | с   | Янычар                                                  | Патриарх Филарет                                                                       |
| 2023      | с   | Цербер                                                  | Александр Христофорович Бенкендорф                                                     |
| 2024      | с   | Княжна милосердия                                       | генерал Ильин (главная роль)                                                           |

## Признание и награды
- 1998 — лауреат премии «Хризантема».